# 일랴부

일랴부의 해변

일랴부의 위치

일랴부(포르투갈어: Ílhavo)는 포르투갈 아베이루 현에 위치한 도시로 면적은 73.48km2, 인구는 38,598명(2011년 기준), 인구 밀도는 530명/km2이다.

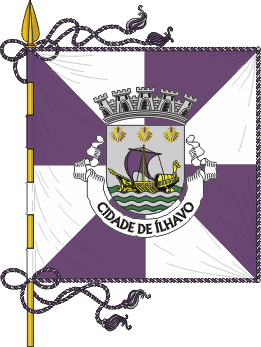
시기
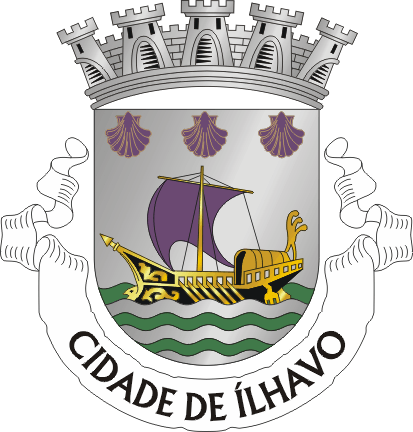
시 문장

## 자매 도시
- 미국 뉴베드퍼드
- 포르투갈 푼샬
- 캐나다 세인트존스
- 아이슬란드 그린다비크
- 독일 쿡스하펜
- 불가리아 소피아